# Canale di Panama
Il canale di Panama (in spagnolo Canal de Panamá; inglese Panama Canal) è un'opera idraulica artificiale che attraversa l'istmo di Panama in America centrale, collegando l'oceano Atlantico con l'oceano Pacifico. Lungo 81,1 km compresi i prolungamenti in mare, profondo al massimo 12 m, e largo tra i 240-300 m nel lago Gatún e i 90-150 m nel tratto del taglio della Culebra, permette di evitare la circumnavigazione dell'America meridionale senza dover arrivare allo stretto di Magellano o ancora più a sud a Capo Horn, evitando il passaggio nel burrascoso canale di Drake.

## Descrizione
È costituito da due impianti per la risalita e per la discesa che sono ubicati tra la baia di Limón e il lago Gatún (lato Atlantico) e presso i villaggi di Pedro Miguel / Miraflores (lato Pacifico). Ognuno dei due impianti è composto da 6 conche poste a tre a tre su due differenti vie, con salti di livello di circa 9 metri tra ognuna di esse, permettendo alle navi, salendo e scendendo, di superare il dislivello totale di circa 28 m tra il livello del mare alle due imboccature e il livello dell'acqua nel punto più elevato del canale. Questo dislivello è dovuto alla maggiore altitudine del fondo artificiale lungo l'opera che, per motivi tecnici, nonché economici, non poté essere spianato sino a portare la lamina navigabile al livello del mare. Il canale evita alle navi dirette dai porti del Pacifico a quelli dell'Atlantico, e viceversa, la circumnavigazione dell'America meridionale. Il tempo di percorrenza, dipendente dal traffico e dalla grandezza della nave, è di circa 8/12 ore.
L'imboccatura in corrispondenza del mare dei Caraibi si trova adiacente al porto di Cristóbal, nella baia di Limón. Le navi provenienti dall'Atlantico e dirette al Pacifico, dopo aver percorso l'impianto di risalita composto dalle tre chiuse di Gatún, attraversano il lago Gatún, la zona di Gamboa, lo stretto di Culebra, giungendo poi alla chiusa di Pedro Miguel. Quindi passano, dopo un primo salto di livello di circa 9 metri, nel lago di Miraflores che dà accesso alle due chiuse di Miraflores, raggiungendo all'uscita di queste il livello del mare presso il porto di Balboa. Segue la navigazione passando il ponte delle Americhe, fino a giungere nel golfo di Panama. Il canale è percorso da migliaia di navi all'anno per un tonnellaggio di decine di milioni di unità in entrambi i sensi.
Per effetto della particolare conformazione dell'istmo di Panama nella zona del Canale (che non segue l'andamento da nord-ovest a sud-est, ma piega da sud-ovest verso nord-est), l'imbocco sull'oceano Atlantico si trova più a ovest di quello sul Pacifico. Una nave che passi dall'Atlantico al Pacifico, quindi, uscirà dal Canale in un punto più orientale di quello d'entrata, pur essendo questo oceano a ovest dell'Atlantico. 
Nel 2009, 14 342 navi hanno attraversato il canale, trasportando 198 014 288 tonnellate di carico. Il pedaggio dovuto per la navigazione è la principale fonte dell'economia di Panama. Le navi che attraversavano il canale non potevano superare 292,68 metri di lunghezza e 32,31 metri di larghezza a causa delle massime dimensioni delle "conche" che, nel senso della lunghezza, sono limitate dalle porte di comunicazione tra le conche stesse. Le navi che rispettavano questi limiti erano dette panamax. Questo limite è stato modificato nel 2014, al termine dell'espansione del canale a opera di un consorzio a cui hanno partecipato la compagnia belga Jan De Nul, la spagnola Sacyr Vallehermoso, l'italiana Salini Impregilo e la panamense Grupo Cusa. Dopo la costruzione delle nuove "conche", in aggiunta di quelle già esistenti, a tutt'oggi la nave più grande transitata nella "Panama Canal new sideway" risulta essere una portacontainer lunga 366,47 metri, larga 48,23 metri, con pescaggio di 15 metri.

### Geografia
A partire dal versante atlantico, entrando all'interno della baia di Limón, il canale vero e proprio viene imboccato dopo un tratto di circa 7 km. Gli 11 km che seguono si snodano in direzione sud sud-ovest fino a raggiungere le chiuse di Gatún, che innalzano le unità transitanti di 27 m sopra il livello del mare, fino al lago artificiale di Gatún, formato dalla costruzione di una diga sul fiume Chagres. Dopo aver attraversato il lago, il canale prosegue verso sud sud-est sino all'imboccatura del taglio di Gaillard (o anche taglio della Culebra), un tratto di canale di circa 13 km ricavato dallo scavo di una roccia durissima, al cui termine si trova la chiusa di Pedro Miguel.
Questa, permettendo un abbassamento di circa 9 metri, conduce al lago Miraflores. Per poter raggiungere il livello del mare è necessario passare attraverso le due rimanenti chiuse di Miraflores.
Il livello del mare sulla costa pacifica è in media 20 cm più alto di quello della costa atlantica.

### Espansione del canale
Dal 2016 l'espansione del Canale di Panama ha portato al raddoppio della capacità del canale, permettendo il passaggio di navi più grandi. Nell'aprile 2006 si è concluso uno studio durato cinque anni per l'ampliamento dell'opera idraulica. L'ampliamento è stato approvato con un referendum popolare che ha visto prevalere i favorevoli all'approvazione del progetto con il 75,25% dei "sì"; ha votato il 43,3% degli aventi diritto. I lavori, iniziati nel 2007, sarebbero dovuti terminare entro il 2014, centenario dell'apertura dell'opera, ma hanno avuto termine nel giugno 2016. Sono state costruite due nuove serie di chiuse in corrispondenza di ciascuno degli imbocchi del canale, parallele a quelle già esistenti. Ogni serie ha tre camere. Inoltre si è proceduto allo scavo di due canali di accesso alle nuove chiuse e all'allargamento del canale di navigazione. Il progetto, che vede attivamente coinvolto un consorzio italo-spagnolo del settore delle costruzioni che ha realizzato le nuove paratoie giganti in Italia, prevede di portare al raddoppio dei transiti navali effettivi entro il 2025.
L'inaugurazione del nuovo canale si è svolta il 26 giugno del 2016.

## Storia

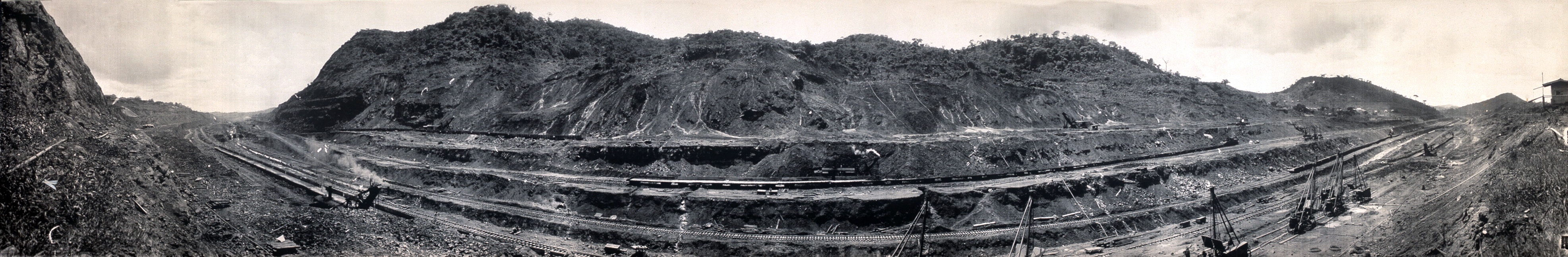
Fasi della costruzione del canale

Il progetto originario del canale risale al XIX secolo. Uno studio del 1829 eseguito dall'ingegnere inglese John Lloyd su commissione di Simón Bolívar rivelò la fattibilità dell'opera. Nel 1834 la Repubblica della Nuova Granada pubblicò un bando, con premio di 100 000 acri di terreno, a chi fosse riuscito a costruire il canale, o una ferrovia, o una strada, sull'istmo di Panama. Nel 1836 il colonnello Charles Biddle, ex commerciante di Filadelfia, ricevette l'autorizzazione a costruire il canale. Nel 1839 la Repubblica della Nuova Granada concesse alla compagnia "Salomon & Co" i permessi per la costruzione del canale, dopo il fallimento del tentativo da parte del colonnello Charles Biddle.
Nel 1879 il canale fu caldeggiato dal Congresso internazionale di Parigi ed ebbe tra i suoi promotori Ferdinand de Lesseps, già costruttore del canale di Suez. Nel 1881 Lesseps fondò una società per raccogliere fondi e iniziò i lavori secondo un progetto molto complesso che non prevedeva l'impiego di chiuse; il suo tentativo fallì per gli ostacoli di natura tecnica e finanziaria. Nel 1885 fu sostituito da Gustave Eiffel, nondimeno la società fallì nel 1889. Lo scandalo esplose nel 1892, quando venne alla luce che molti politici francesi avevano accettato tangenti dalla compagnia di Lesseps per influenzare la legislazione e coprire le perdite finanziarie. Più di 500 figure pubbliche e politiche furono coinvolte, inclusi importanti parlamentari e giornalisti, e lo scandalo, noto come scandalo di Panama, scosse profondamente la fiducia nella Terza Repubblica, segnando uno dei momenti più bui della politica francese di fine Ottocento.
Nel 1901 gli Stati Uniti ottennero dal governo colombiano (all'epoca Panama faceva parte della Colombia) l'autorizzazione per costruire e gestire il canale per 100 anni. Tuttavia, nel 1903, il governo della Colombia, per la mancanza di autorità dello stato nella gestione del canale, decise di non ratificare l'accordo. Gli USA allora organizzarono una sommossa a Panama come pretesto e minacciarono l'intervento dell'esercito in caso di reazione del governo. Panama così, come già Cuba, divenne una repubblica indipendente sotto la tutela degli Stati Uniti, che ottennero l'affitto della Zona del Canale e l'autorizzazione a iniziare i lavori.

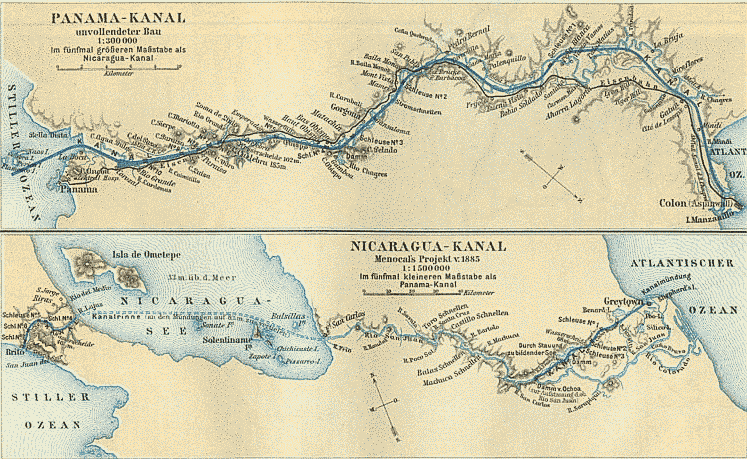
Canale di Panama (sopra) e canale del Nicaragua (sotto) - Mappa storica

I lavori iniziarono nel 1907, intrapresi dal genio militare statunitense, e si conclusero il 3 agosto 1914, seguendo i progetti del colonnello Goethals; tuttavia l'inaugurazione ufficiale fu rinviata al 12 luglio 1920. La condizione giuridica del canale fu regolata da tre accordi:
- il Trattato Hay-Pauncefote (1901);
- il Trattato Hay-Bunau Varilla (1903);
- i Trattati Torrijos-Carter (1977).

Il primo di questi ("Trattato di Neutralità") prevedeva che gli Stati Uniti avessero il diritto permanente di difendere il canale da ogni minaccia che potesse interferire con la sua accessibilità continuata e neutrale alle navi in transito di tutte le nazioni, mentre il secondo indicò il 31 dicembre 1999 come termine dell'affitto del canale e il terzo restituì a Panama la Zona del Canale nel 1979.
Nel corso della ultracentenaria storia della via d'acqua, la "Autoridad del Canal de Panamá", ha nominato alcuni "piloti onorari"; tra questi, con titolo ufficiale e definitivo, rilasciato in data 25 Aprile 2006, il Comandante Superiore CSLC Raffaele Minotauro, già comandante di grandi navi transoceaniche di linea della prestigiosa e storica "Italia" di Navigazione S.p.A., meglio conosciuta nel mondo dello shipping internazionale con il nome di "Italian Line". Più recentemente, tale nomina è stata conferita anche al Commodoro Ronald Warwick, già comandante della RMS "Queen Mary 2" della prestigiosa compagnia di navigazione inglese "Cunard Line".

## Regole di navigazione
Il transito delle navi può avvenire solamente accettando le clausole della "domanda di transito" e dopo accoglimento di questa da parte delle autorità panamensi. Durante il transito del canale vengono sospesi i diritti relativi all'extraterritorialità delle navi da guerra e alcune regole di bandiera relative al comando e alla conduzione delle navi mercantili. Il pilota del canale, che viene destinato alla nave dalle autorità locali, assume direttamente il comando della navigazione, non svolgendo, come normalmente avviene in tutti i porti del mondo, il ruolo di semplice consulente del comandante. Il comandante, in forza delle leggi e dei regolamenti disciplinanti la navigazione marittima, rimane responsabile dei servizi e della funzionalità della nave sotto il suo comando, senza però poter interferire nelle operazioni di pilotaggio. I diritti di proprietà e l'organizzazione interna dei servizi della nave rimangono invariati.

## Galleria d'immagini

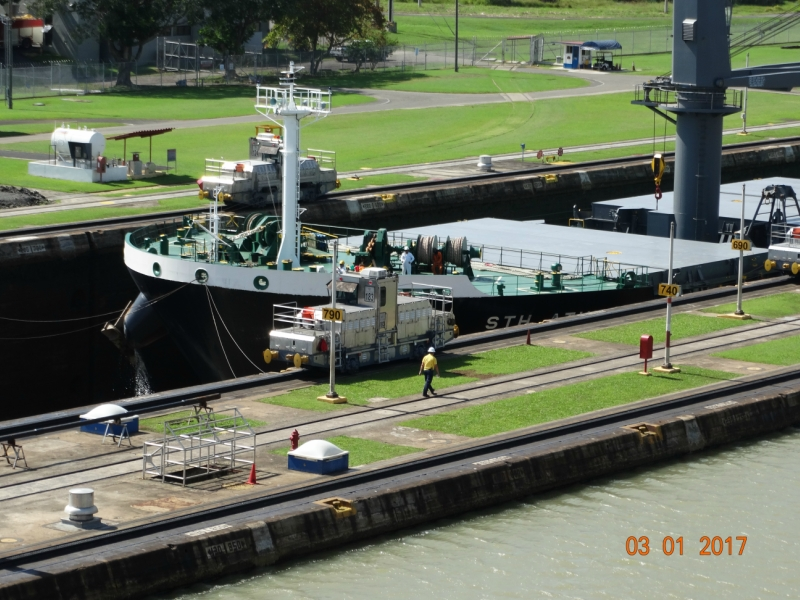
Gateway Miraflores e treidelloks
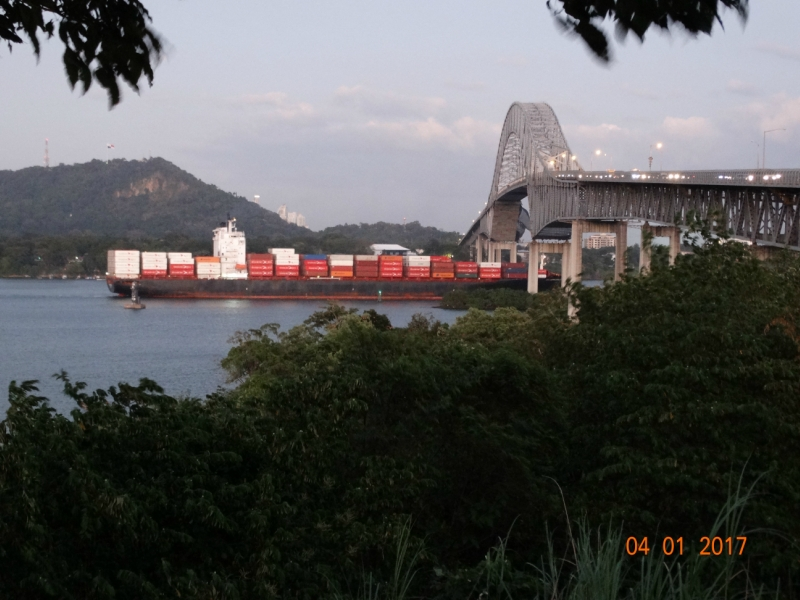
Nave porta-container di passaggio nel canale
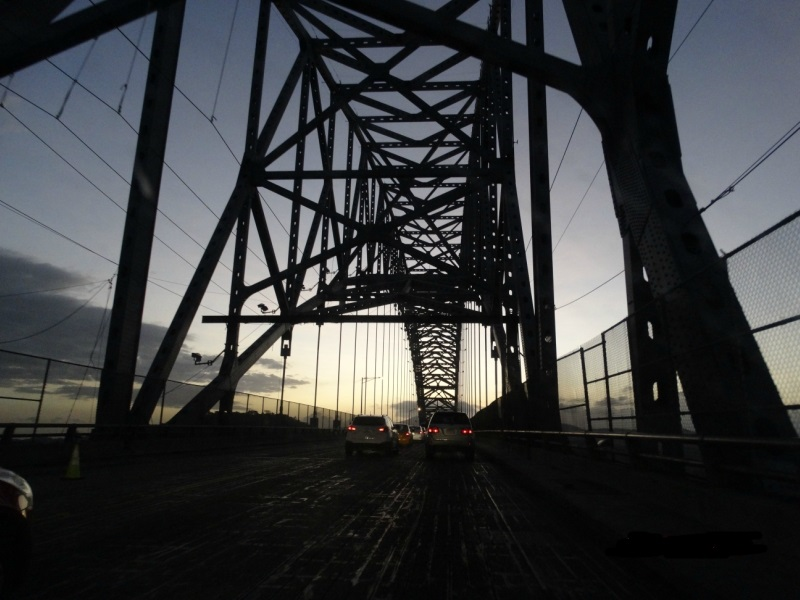
Ponte delle Americhe
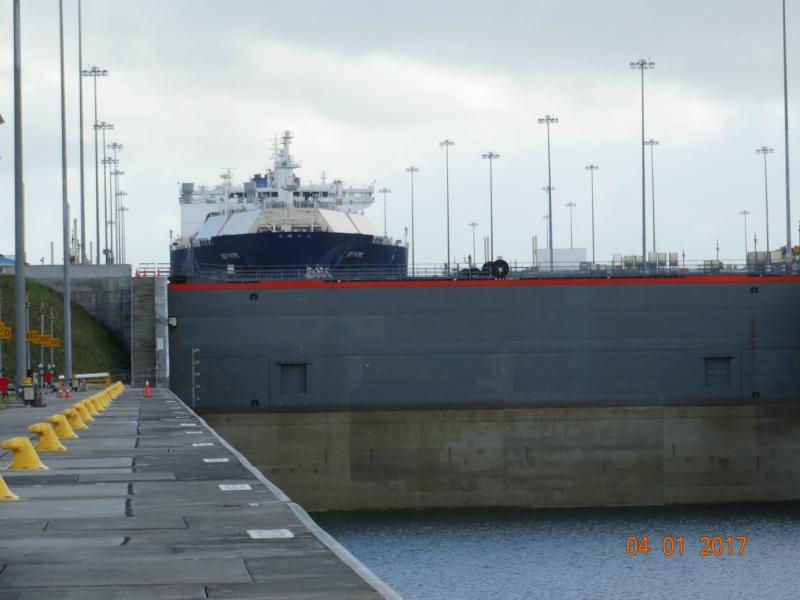
Gateway Gatún
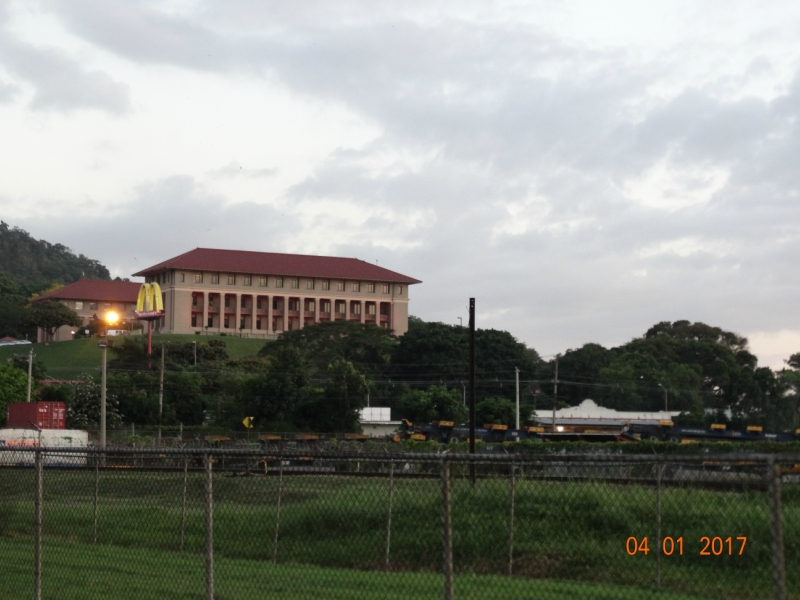
Edificio dell'amministrazione del canale
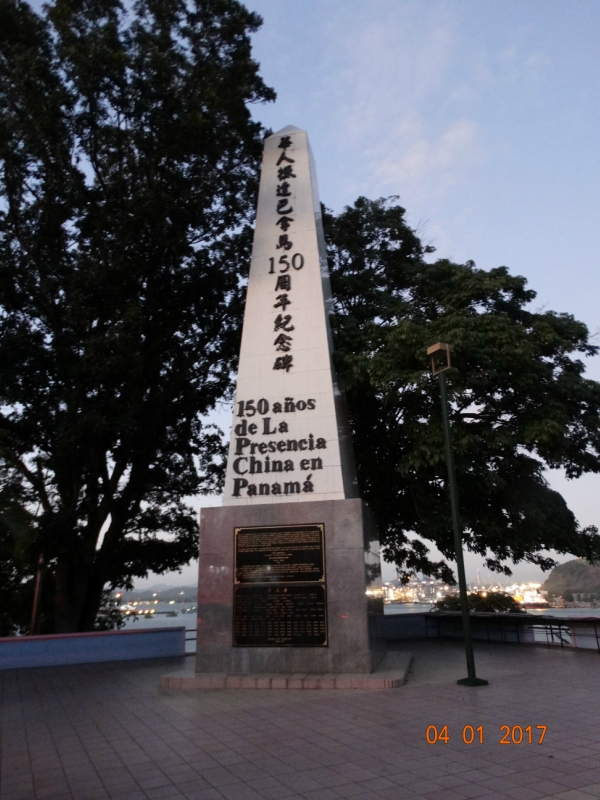
Monumento ai costruttori cinesi